# Нотр Дам (Байо)
Катедралата „Пресвета Богородица от Байо“ (на френски: Cathédrale Notre-Dame de Bayeux) е катедралата на Епархия Байо, която се намира в град Байо, Франция. Тя е паметник от XI-XV век, съчетаващ в себе си черти от романски стил и нормандска готика. Катедралата Байо е част от отлично запазен комплекс средновековни сгради, където също се включва Дворецът на епископа, Библиотеката, Залата на капитулите и др. До преместването в специално предназначен за него музей в катедралата се пази известният килим от Байо.

## История
На мястото, където е сегашната катедрала, в гало-римската епоха е разположен форумът на град Августодурум. Епархията в Байо е основана през III век, като при Меровингите тук е построена катедрала. След пожар, който сериозно поврежда сградата, графът на Байо - Хуго II (1015-1049) взима решение за строителство на нова катедрала на същото място. Изграждането на храма приключва при приемника на Хуго - Одон (1049-1097). На  14 юли 1077 г. новата сграда е осветена в присъствието на херцога на Нормандия и крал на Англия Уилям Нормандски.
От романската катедрала от XI век е съхранена криптата и кулата на главната фасада. От началото на XII век в катедралата се провеждат непрекъснати работи по реконструкция и престрояване на отделни части, които са завършени в XV век с шпила на главната кула. От този момент катедралата придобива окончателния си облик.
До 1230 г. са построени готическите хорове, които са забележителни, до чисто нормандските си декоративни елементи. През 1244-1255 г. е реконструирана горната част на главния неф, а през 1260-1280 г. е пристроен трансептът. Към оригиналната романска сграда са добавени множество готически елементи. През XIII-XIV век до катедралата са постепенно пристроени странични готически параклиси. Освен това по-късен готически произход има и Южният портал на трансепта и високата централна кула. Другите части от ансамбъла на катедралата основно са построени през XV век.
През 1563 г. катедралата е разорена от хугенотите по време на религиозните войни във Франция.
- Кулата на катедрала в Байо
- Интериорът на катедралата
- Криптата под базиликата Байо